# Rhingia cnephaeoptera
Rhingia cnephaeoptera är en tvåvingeart som beskrevs av Speiser 1915. Rhingia cnephaeoptera ingår i släktet näbblomflugor, och familjen blomflugor. Inga underarter finns listade i Catalogue of Life.